# Rebeka Chobok Ar-Rajes
Rebeka Pietra Chobok Ar-Rajes lub Święta Rafka, Rebeka Ar-Rayy-s de Himlaya (arab.: رفقا بطرسيّة شبق ألريّس ) (ur. 29 czerwca 1832 w Himlaya, zm. 23 marca 1914) – libańska zakonnica, dziewica, święta Kościoła katolickiego.

## Życiorys
Urodziła się 29 czerwca 1832 r. w miejscowości Himlaya w libańskim regionie Al-Matin jako Boutroussieh (Pietra) Chobok Ar-Rajes. W 1839 r. osierociła ją  matka, a jej ojciec ponownie ożenił się. Zarówno macocha, jak jedna z ciotek chciały wydać ją za mąż, ale Pietra postanowiła zostać zakonnicą. Wstąpiła do klasztoru żeńskiego Zgromadzenia Córek Maryi w Bikfajji należącego do maronickiego zakonu mariamitów. Po ukończeniu nowicjatu przyjęła śluby zakonne oraz imię Anissa (Agnieszka), a następnie została skierowana do pomocy w jezuickim seminarium w Ghazir. W 1860 r. była świadkiem rzezi chrześcijan w Dajr al-Kamar. W 1864 r. została przeniesiona do wioski Maad, gdzie razem z inną zakonnicą założyła szkołę dla dziewcząt. W 1871 r. opuściła macierzyste zgromadzenie i wstąpiła do klasztoru św. Szymona al-Qarn w Aďtou, zamieszkanego przez siostry z Zakonu Libańskich Mniszek Maronickich. 25 sierpnia 1872 r. złożyła uroczyste śluby wieczyste, przyjmując imię Rebeka, na pamiątkę swojej matki. W październiku 1885 r. podczas modlitwy prosiła Boga, by dał jej udział w zbawczej męce Chrystusa. Od tej pory cierpiała z powodu wielu dolegliwości, ale znosiła je z cierpliwością i pokorą. W 1897 r. została przeniesiona do nowego klasztoru w Jarabta, w rejonie Al-Batrun. W 1899 r. całkowicie straciła wzrok, a wkrótce także została sparaliżowana, ale wciąż dziękowała Bogu za wszystko, szczególnie za dar cierpienia. Zmarła 23 marca 1914 roku w klasztorze w Jarabta i została tam pochowana na cmentarzu.

## Proces beatyfikacyjny i kanonizacyjny
Proces beatyfikacyjny Rebeki Pietry Chobok Ar-Rajes został rozpoczęty 23 grudnia 1925 r. Papież Jan Paweł II beatyfikował siostrę Rafkę 17 listopada 1985 r., a 10 czerwca 2001 r. została ona kanonizowana.

## W kulturze
W 2012 r. ksiądz Jarosław Cielecki nakręcił film pt. „Liban, Ziemia Świętych”, traktujący o libańskich świętych, również o św. Rebece.

## Dzień pamięci
Wspomnienie liturgiczne obchodzone jest w dies natalis.